# Каверзин, Сергей Викторович
Серге́й Ви́кторович Каверзин (4 мая 1940, Кондратьево, Тайшетский район — 23 апреля 2013, Красноярск) — российский учёный, доктор технических наук, почётный работник высшего профессионального образования РФ, почётный работник науки и техники РФ. Заведующий кафедрой гидропривода и гидропневмоавтоматики Сибирского федерального университета (СФУ).

## Биография
Родился в деревне Кондратьево, Тайшетского района, Иркутской области в семье Виктора Захаровича Каверзина и Матрёна Денисовной.
Имеет двух детей: Светлана (1961), Анна (1978).
Окончил Сибирский гос. технологический университет (СибГТУ), механический ф-т, спец-ть «Инженер-механик» (1964);
- 1964 — Сибирский НИИ лесной промышленности, инженер-конструктор, м. н. с.;
- 1966 — КГТУ/СФУ, кафедра технической механики, аспирант, доцент, 1970 — Томский политехнический институт, защита канд. дис., к.т. н.;
  - 1973-85 — кафедра строительных и дорожных машин, заведующий,
  - с 1985 — кафедра гидравлики, доцент,

1989 — Киевский институт инженеров гражданской авиации, защита докт. дис., тема: «Разработка методов и средств повышения работоспособности и эффективности гидроприводов самоходных машин, эксплуатируемых в условиях низких температур», д.т. н..
- - с 1991 — кафедра гидропривода и гидропневмоавтоматики, заведующий.

Член научно-методической комиссии по гидроприводу Министерства образования и науки РФ, председатель совета НТО «Машпром», председатель экспертного совета по инвестиционным проектам администрации Красноярского края, чл. диссертационных советов в технологическом, аэрокосмическом и техническом университетах, акад. Академии наук ВШ, акад. Академии проблем качества.

## Научная деятельность
Создал научные основы повышения работоспособности и эффективности гидроприводов самоходных машин, эксплуатируемых в условиях низких температур; экономический эффект от внедрения его науч. разработок и изобретений был очень значительным в рамках лесной промышленности всего СССР; один из патентов внедрен в производство в авиапромышленности, несколько патентов и конструкторских разработок используются на самоходных машинах; подготовил не один десяток ученых по техническим наукам.
Автор более 250 науч. и методических работ, в том числе 3 монографии, 20 уч. пособий, 47 авторских свидетельств и патентов;

## Награды
Почетный работник ВПО РФ, почетный работник науки и техники РФ, серебряная медаль Красноярского гос. технического университета (КГТУ), диплом и почетная грамота губернатора Красноярского края, лауреат профессорской премии главы г. Красноярска, победитель в номинации «Лучший профессор КГТУ» (за 50 лет существования университета).